# 蘇孟婕
蘇孟婕（1996年8月13日—），中華民國政治人物，畢業於義守大學應用日語系，現任屏東縣議員。

## 簡介
蘇孟婕是前中華民國立法委員蘇震清的女兒，蘇孟婕曾擔任民主進步黨全國黨代表、蘇震清服務處國會助理。
2022年，8月15日蘇孟婕表態參選屏東縣第二選區議員。
2022年，8月23日民主進步黨屏東縣黨部執委會就此召開會議，多數執委仍主張維持原決議不辦理徵召，此舉引發蘇孟婕及其支持者不滿，8月29日登記參選屏東縣第二選區議員。
2022年，9月14日民主進步黨屏東縣黨部評議委員會召開會議，對違紀參選的黨員予以黨紀處分，其中就包括蘇孟婕。
2022年，11月26日蘇孟婕成功當選屏東縣議員。

## 選舉紀錄
| 年度 | 選舉屆數               | 選舉區         | 所屬政黨 | 得票數 | 得票率 | 當選標記 | 備註 |
| ---- | ---------------------- | -------------- | -------- | ------ | ------ | -------- | ---- |
| 2022 | 第二十屆屏東縣議員選舉 | 屏東縣第二選區 | 無黨籍   | 7,212  | 9.05%  |          |      |

## 外部連結
蘇孟婕-服務有婕Facebook粉絲專業